# Mandélia
Mandélia est une petite ville du Tchad située à une cinquantaine de kilomètres au sud de Ndjamena.
Elle est le chef-lieu du département du Chari.

## Histoire
Mandalia (Mandaliyya en langue kotoko Lagwan) signifie "nous nous sommes reposés" ou encore le "repos nocturne" est la capitale du sultanat du Madiagho appelé aussi sultanat du Bec-de-canard, de Mandaliyya, du Chari...au Tchad dans la province du Chari-Baguirmi.

Site Saw (Sao) par ses vestiges et ses dunes argileuses est la capitale du sultanat du Madiagho et chef-lieu du département du Chari (qui n'est autre que Madiagho érigé en département en 2019). Elle est située dans la région comprise entre le Chari et le Logone appelée Bec-de-canard. C'est un important centre kotoko, avant c'était un petit village avant de devenir une grande ville d'une part par le transfert de la capitale du sultanat en 1943 lors du règne de sa majesté le sultan Moumine 1er (1888-1974) qu'Allah lui fasse miséricorde et d'autre part par la construction d'une route reliant Fort-lamy actuellement N'djamena à Fort-archambault actuellement Sarh. Sa population est de 52276 habitants en . Elle est la ville la plus peuplée du département du Chari, c'est un important pôle commercial. Sa majesté Moumine Mahamat Moumine dit "Moumine 2" est l'actuel sultan du Madiagho, c'est-à-dire du département du Chari depuis le 17 février 2021.